# Sarkānlū
Sarkānlū (persiska: Sārkānlū, سرکانلو) är en ort i Iran.   Den ligger i provinsen Nordkhorasan, i den nordöstra delen av landet, 600 km öster om huvudstaden Teheran. Sarkānlū ligger 1 388 meter över havet och antalet invånare är 113.
Terrängen runt Sarkānlū är kuperad västerut, men österut är den bergig.Runt Sarkānlū är det ganska glesbefolkat, med 30 invånare per kvadratkilometer. Närmaste större samhälle är Esfarāyen, 6,2 km väster om Sarkānlū. Trakten runt Sarkānlū består i huvudsak av gräsmarker.